# Heiligenhafen
Heiligenhafen  (pronunciació alemanya: [haɪlɪɡənhaːfən], baix alemany Hilligenhaven) és una ciutat del districte de Ostholstein, a Schleswig-Holstein, Alemanya. És a la costa, enfront de l'illa de Fehmarn al Mar Bàltic, a uns 60 km al nord-est de Lübeck, i 55 km a l'est de Kiel. El 2023 tenia 9373 habitants.

## Història
Com a ciutat portuària, va sorgir cap al 1250 de la unió dels pobles colons de Helerikendorp i Tulendorp, així com dels pobles de Kerstinbuerfeld, Küsdorp i Vrysgard. El 1305 va rebre el dret de mercat segons el dret de Lübeck pel comte Gerard II d'Holstein-Plön.

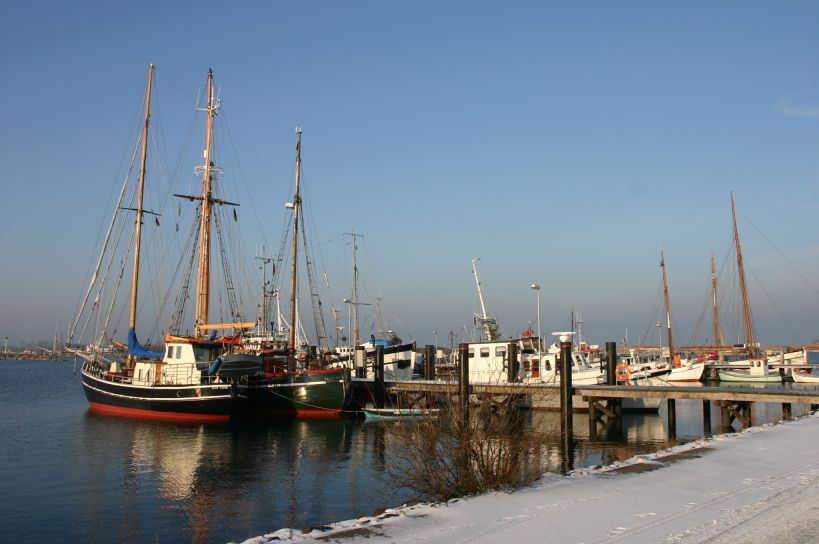
Port

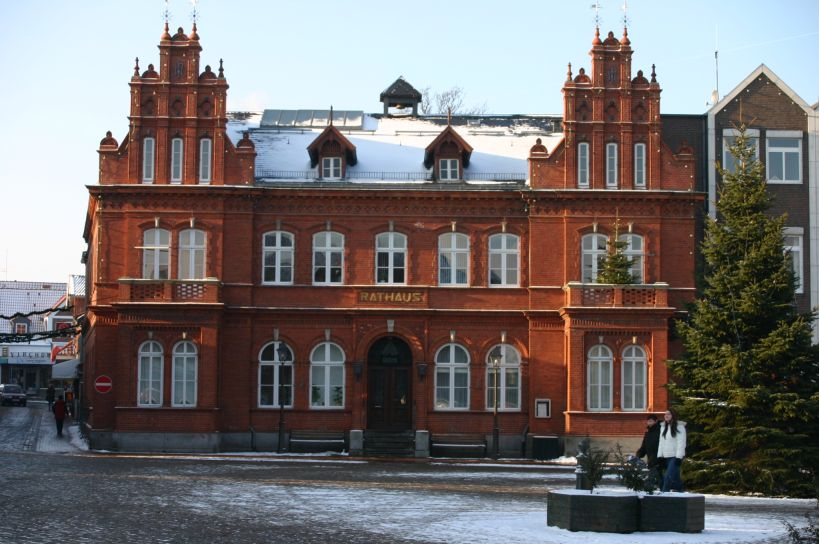
Ajuntament

## Geografia
Al centre de la ciutat hi ha una petita cala, la binnensee  (llac interior) que el separa de l'oest de la ciutat. Hi ha dos promontoris a la costa: Steinwarder  i Graswarder , aquest últim és un santuari d'aus.

## Economia
Un petit port pesquer i un port esportiu amb 1000 amarratges es troba a la part oberta de la cala propera al centre de la ciutat. El turisme és una part important de l'economia de la ciutat. Cada estiu, l'atracció principal és un festival de dies anomenat "Hafenfest Tage" (festival del port) que atrau visitants de tot el país.